# Alexei Feodossjewitsch Wangenheim

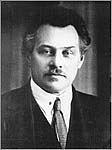
Alexei Feodossjewitsch Wangenheim (vor 1934)

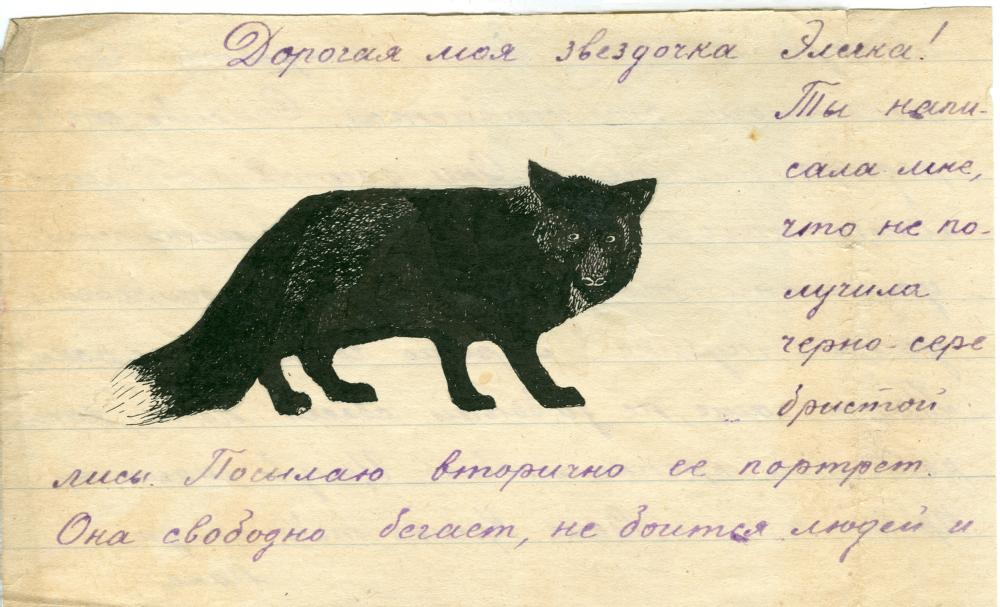
Aus einem Brief im Jahr 1937.

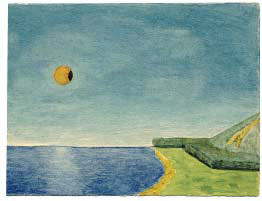
Anschauungsbild einer Sonnenfinsternis für die Tochter Eleonora. Am 19. Juni 1936 war in Teilen Russlands eine totale Sonnenfinsternis zu beobachten.

Alexei Feodossjewitsch Wangenheim (russisch Алексей Феодосьевич Вангенгейм; geboren 10.jul. / 22. Oktober 1881greg. in Krapiwna, Ujesd Konotop, Russisches Kaiserreich; gestorben 3. November 1937 in Sandarmoch, Republik Karelien, Sowjetunion) war ein russischer Meteorologe.

## Leben
Wangenheim wurde in eine kleinadlige Familie im Gouvernement Tschernigow geboren. Sein Vater war Baron und Vertreter im Semstwo.
Wangenheim leistete den Militärdienst und studierte Naturwissenschaften am Polytechnikum in Kiew und Agrarwissenschaften in Moskau. 1906 heiratete er Julia Bolotowa, die Geschichte und Geographie studiert hatte. Seine Berufstätigkeit begann er als Meteorologe in Port-Petrowsk am Kaspischen Meer. Während des Ersten Weltkriegs war er Soldat in der 8. Armee. Seine Wettervorhersagen dienten dem Giftgaseinsatz der russischen Armee an der Front zu den österreichischen Truppen.
In der Sowjetunion wurde er Mitglied der KPdSU. In Petrograd leitete er das Geophysikalische Observatorium und wurde Teil der wissenschaftlichen Elite des Landes. Nach seiner Scheidung heiratete er Warwara Kurgusowa. Er wurde 1929 Direktor des Hydro-Meteorologischen Dienstes der Sowjetunion in Moskau. Ab 1930 war er einer der zwei sowjetischen Vertreter in der Kommission zur Vorbereitung des Internationalen Polarjahrs (IPY) 1932/33 und der dazu in Leningrad geplanten Konferenz.
Wangenheim wurde am 8. Januar 1934 festgenommen und am 27. März 1934 zu 10 Jahren Lagerhaft in einem Gulag auf den Solowezki-Inseln verurteilt. Im Gulag arbeitete er in der Bibliothek. Am 9. Oktober 1937 wurde er beschuldigt, ein bürgerlicher Nationalist zu sein, von einer speziellen Troika des NKWD zum Tode verurteilt und am 3. November 1937, anlässlich des 20. Jahrestages der Oktoberrevolution von 1917, in Sandarmoch in Karelien mit einer größeren Gruppe von Häftlingen erschossen und in einem Massengrab verscharrt.
Wangenheim wurde nach dem 20. Parteitag der KPdSU im Zuge der Entstalinisierung am 23. Juni 1956 rehabilitiert. Ein Museum in Dmitrijew-Lgowski, dessen Leiter er war, wurde nach ihm benannt.
Wangenheim schrieb Briefe an seine Frau und seine Tochter Eleonora (1930–2012), von denen 168 erhalten sind. Eleonora war damals zwischen vier und sieben Jahren alt. Er schrieb und zeichnete für sie eine Art Nachschlagewerk mit ausführlichen Beschreibungen der Tier- und Pflanzenwelt, fertigte ein Herbarium an und erfand Rätsel. Eleonora Wangenheim wurde Wissenschaftlerin. Sie stiftete den Nachlass der St. Petersburger Menschenrechtsorganisation Memorial, die einen Teil der Briefe und Zeichnungen 2014 in einer Anthologie veröffentlichte und in der Ausstellung Papas Briefe – Briefe von Vätern aus dem Gulag an ihre Kinder öffentlich machte.
Olivier Rolin veröffentlichte 2014 Le Météorologue, für den er seit einem Aufenthalt an der Universität Archangelsk im Jahr 2010 mit Unterstützung von Memorial das Leben Wangenheims recherchiert hatte, und machte ihn damit auch außerhalb Russlands bekannt.